# Trinidad en Tobago op de Olympische Zomerspelen 1972
Trinidad en Tobago nam deel aan de Olympische Zomerspelen 1972 in München, West-Duitsland. Voor de tweede keer op rij werd geen medaille gewonnen.

## Deelnemers en resultaten per onderdeel

### Atletiek
Mannen, 100 meter
- Ainsely Armstrong
  - Eerste serie - 10.56s (→ ging niet verder)
- Rudolph Reid
  - Eerste serie - 10.74s (→ ging niet verder)

Mannen, 800 meter
- Lennox Stewart
  - Serie - 1:48.7 (→ ging niet verder)

Mannen 4x100m estafette
- Ainsely Armstrong, Rudolph Reid, Bertram Lovell en Hasely Crawford
  - Serie - Niet gefinisht (→ ging niet verder)
- Arthur Cooper
- Trevor James
- Charles Joseph
- Patrick Marshall
- Laura Pierre
- Edwin Roberts

### Wielersport

#### Wegwedstrijden
Mannen individuele wegwedstrijd (200 km)
- Patrick Gellineau - niet gefinisht (→ niet geklasseerd)
- Clive Saney - niet gefinisht (→ niet geklasseerd)
- Anthony Sellier - niet gefinisht (→ niet geklasseerd)
- Vernon Stauble - niet gefinisht (→ niet geklasseerd)

#### Baanwedstrijden
Mannen 1.000m tijdrit
- Leslie King
  - Finale - 1:09.96 (→ 19e plaats)

Overige deelnemer(s)
- Winston Attong

### Zeilen
Mannen flying Dutchman
- Richard Bennett en David Farfan

### Zwemmen
Mannen, 100 meter vrije slag
- Geoffrey Ferreira
  - Serie - 56.27s (→ ging niet verder)

Afghanistan · Albanië · Algerije · Amerikaanse Maagdeneilanden · Argentinië · Australië · Bahama's · Barbados · België · Bermuda · Birma · Bolivia · Bondsrepubliek Duitsland · Brazilië · Brits-Honduras · Bulgarije · Canada · Ceylon · Chili · Colombia · Congo-Brazzaville · Costa Rica · Cuba · Dahomey · Denemarken · Dominicaanse Republiek · Duitse Democratische Republiek · Ecuador · Egypte · El Salvador · Ethiopië · Fiji · Filipijnen · Finland · Frankrijk · Gabon · Ghana · Griekenland · Groot-Brittannië · Guatemala · Guyana · Haïti · Hongarije · Hongkong · Ierland · IJsland · India · Indonesië · Iran · Israël · Italië · Ivoorkust · Jamaica · Japan · Joegoslavië · Kameroen · Kenia · Khmerrepubliek · Koeweit · Lesotho · Libanon · Liberia · Liechtenstein · Luxemburg · Madagaskar · Malawi · Maleisië · Mali · Malta · Marokko · Mexico · Monaco · Mongolië · Nederland · Nederlandse Antillen · Nepal · Nicaragua · Nieuw-Zeeland · Niger · Nigeria · Noord-Korea · Noorwegen · Oeganda · Oostenrijk · Opper-Volta · Pakistan · Panama · Paraguay · Peru · Polen · Portugal · Puerto Rico · Roemenië · San Marino · Saoedi-Arabië · Senegal · Singapore · Soedan · Somalië · Sovjet-Unie · Spanje · Suriname · Swaziland · Syrië · Taiwan · Tanzania · Thailand · Togo · Trinidad en Tobago · Tsjaad · Tsjecho-Slowakije · Tunesië · Turkije · Uruguay · Venezuela · Verenigde Staten · Vietnam · Zambia · Zuid-Korea · Zweden · Zwitserland